# William Rowley, 2. Baronet
Sir William Rowley, 2. Baronet (* 10. Februar 1761; † 20. Oktober 1832 in Tendring Hall, Suffolk) war ein britischer Politiker.
William Rowley wurde 1761 als erster Sohn von Konteradmiral Sir Joshua Rowley, 1. Baronet und dessen Frau Sarah (geborene Burton) geboren. Er besuchte ab 1774 die Harrow School. In den 1780er Jahren diente er in der Guards Division. Am 23. März 1785 heiratete er Susanna Edith Harland, eine Tochter von Admiral Sir Robert Harland, 1. Baronet. Aus der Ehe gingen fünf Söhne und sechs Töchter hervor. 
Beim Tod seines Vaters am 26. Februar 1790 erbte er dessen Adelstitel eines Baronet, of Tendring Hall in the County of Suffolk. Von 1791 bis 1792 bekleidete er das Amt des Sheriffs von Suffolk. 
Kurz nach seinem Einzug in Tendring Hall, trat er in den Brooks’s Club ein. 1793 beauftragte er den Architekten John Soane Tendring Hall zu erneuern. Wie schon sein Onkel Clotworthy Rowley und dessen Söhne Samuel Campbell Rowley und William Rowley interessierte auch er sich für eine politische Karriere als Abgeordneter. 1796 wäre er gerne im Wahlkreis Suffolk angetreten, verzichtete jedoch darauf, um die Kandidatur von Charles Cornwallis, Viscount Brome nicht zu gefährden. Als dieser 1805 den Adelstitel seines Vaters erbte und somit aus dem Unterhaus ausschied, sah Rowley seine Chance gekommen, scheiterte trotz Fox’ Unterstützung. Erst der Ruhestand von Sir Charles Bunbury, 6. Baronet ermöglichte ihm, 1812 in das House of Commons einzuziehen und gehörte diesem bis 1830 an.
Als Abgeordneter unterstützte William Rowley die Opposition der Whigs. Unter anderem befürwortete er politische Erleichterungen für Katholiken, sprach sich am 17. Juni 1813 gegen das Handelsmonopol der East India Company aus und war 1815 gegen die Wiederaufnahme des Krieges gegen Napoleon Bonaparte. Rowley gehörte zu den Abgeordneten, die George Tierney aufforderten als Anführer der Whigs im House of Commons zu fungieren. 
Er starb am 20. Oktober 1832. Den Titel des Baronets erbte sein Sohn Joshua Ricketts Rowley.